# Douleur (album)
Pour les articles homonymes, voir Douleur.
Albums de Red Cardell
Rouge
(1993) 3
(1997)
Douleur est le 2e album du groupe Red Cardell, sorti en 1996.

## Liste des titres
| No  | Titre                       | Durée      |
| --- | --------------------------- | ---------- |
| 1.  | La fuite                    | 3 min 30 s |
| 2.  | Révolution                  | 3 min 30 s |
| 3.  | Lafayette                   | 3 min 57 s |
| 4.  | Je reste près de toi        | 3 min 22 s |
| 5.  | One for the rope            | 2 min 53 s |
| 6.  | A Montparnasse              | 2 min 57 s |
| 7.  | The bottle is empty         | 2 min 48 s |
| 8.  | Pol qu'a piqué              | 1 min 36 s |
| 9.  | Parliament I                | 1 min 10 s |
| 10. | Parliament II               | 3 min 10 s |
| 11. | I just need a sweet girl    | 3 min 03 s |
| 12. | Les Gueux                   | 3 min 22 s |
| 13. | Walking to the nowhere land | 3 min 00 s |
| 14. | Fantômes                    | 3 min 06 s |
| 15. | Andro                       | 3 min 34 s |
| 16. | L'arbre (Ash tree)          | 1 min 31 s |

- Textes : Jean-Pierre Riou, sauf (11), Louis Le Bihan.
- Musiques : Jean-Pierre Riou, Jean-Michel Moal, Ian Proërer.
- Arrangements : Stephan Kraemer

## Crédits

### Musiciens
- Jean-Michel Moal : accordéon midi et acoustique, synthétiseurs.
- Ian Proërer : batterie et percussions.
- Jean-Pierre Riou : chant, guitares, bombarde.

### Invité
- Stephan Kraemer : Minimoog, synthétiseur, piano

### Réalisation
- Produit par : Kas Ha Bar
- Distribué par : N'Less music
- Enregistré et mixé par : Stephan Kraemer au studio Impuls à Herent (Belgique).
- Édité et masterisé par : Johannes Uwe Teichert au studio Electric City à Bruxelles.
- Réalisé par : Stéphan Kraemer et Patrick Kiffer.